# Antiblemma herilis
Antiblemma herilis là một loài bướm đêm trong họ Erebidae.